# Renault eco²
eco² é um programa lançado pela Renault em 2007 para a produção de modelos ecologicamente corretos. Para que os modelos normais da linha Renault ganhem a denominação eco², é preciso que observem os seguintes requisitos, cumulativamente:
- Sejam produzidos em uma fábrica com certificação ISO 14000;
- Emitam o máximo de 140g/km ou seja capazes de funcionar com E85 ou B30; e
- Pelos menos 5% dos plásticos utilizados sejam reciclados.